# KLF6
El factor 6 Kruppel-like (KLF6) es un factor de transcripción codificado en humanos por el gen klf6. Es un gen supresor tumoral.
Este gen codifica una proteína nuclear que posee tres dedos de zinc en su dominio C-terminal, una región rica en residuos de serina/treonina en su dominio central y una región ácida en su dominio N-terminal. Los dedos de zinc de esta proteína son los responsables de su unión específica al ADN, concretamente a promotores ricos en guanina. El dominio central podría estar implicado en la activación o en rutas de regulación post-traduccional, y el dominio N-terminal podría jugar un importante papel en el proceso de la activación transcripcional. Es capaz de activar la transcripción unas 4 veces tanto en promotores homólogos como heterólogos. La actividad transcripcional y de unión al ADN, junto con el patrón de expresión, sugiere que esta proteína podría participar en la regulación y/o mantenimiento de la expresión basal de los genes de glicoproteínas específicos del embarazo, y posiblemente, de otros genes con caja TATA. Se han descrito dos variantes transcripcionales de este gen que codifican la misma proteína.

## Interacciones
La proteína KLF6 ha demostrado ser capaz de interaccionar con:
- Sp1[4]